# Csányoszró
Csányoszró is een plaats (község) en gemeente in het Hongaarse comitaat Baranya. Csányoszró telt 718 inwoners (2001).